# Horismenus balloui
Horismenus balloui är en stekelart som beskrevs av Crawford 1911. Horismenus balloui ingår i släktet Horismenus och familjen finglanssteklar.
Artens utbredningsområde är Martinique. Inga underarter finns listade i Catalogue of Life.